# Costa di Serina
Costa di Serina é uma comuna italiana da região da Lombardia, província de Bérgamo, com cerca de 914 habitantes. Estende-se por uma área de 12 km², tendo uma densidade populacional de 76 hab/km². Faz fronteira com Algua, Aviatico, Bracca, Cornalba, Gazzaniga, Serina, Vertova, Zogno.

## Demografia
| Variação demográfica do município entre 1861 e 2011                               |
|                                                                                   |
| Fonte: Istituto Nazionale di Statistica (ISTAT) - Elaboração gráfica da Wikipedia |